# Карагайлыбулак
Карагайлыбулак (каз. Қарағайлыбұлақ, до 1992 г. — Нижняя Еловка) — упразднённое село в Куршимском районе Восточно-Казахстанской области Казахстана. Входило в состав Тоскаинского сельского округа. Код КАТО — 635239500. Исключен из учётных данных в 2014 г.

## Население
В 1999 году население села составляло 76 человек (39 мужчин и 37 женщин). По данным переписи 2009 года, в селе проживало 35 человек (18 мужчин и 17 женщин).